# Landelino Lavilla
Landelino Lavilla Alsina (Lérida, 6 de agosto de 1934-Madrid, 13 de abril de 2020) fue un jurista y político español, en activo durante la transición española. Fue también consejero permanente del Consejo de Estado y entre el 29 de junio y 4 de agosto de 2018 ejerció como presidente interino del mismo.

## Biografía

### Inicios y formación
Nació el 6 de agosto de 1934 en Lérida, donde pasó su infancia y su juventud. Inició sus estudios universitarios de Derecho en la Universidad de Zaragoza, trasladándose posteriormente a la Universidad de Madrid, donde terminó la carrera y residió en el Colegio Mayor San Pablo. También perteneció durante un tiempo a la Asociación Católica Nacional de Propagandistas y mantuvo contacto con el obispo, luego cardenal, Ángel Herrera Oria.
Ingresó en el Cuerpo de Letrados del Tribunal de Cuentas en 1958 y en el cuerpo de Letrados del Consejo de Estado en 1959. A los 27 años fue nombrado secretario general de Banco Español de Crédito y posteriormente fue nombrado vicepresidente y posteriormente presidente de la Editorial Católica. Perteneció a los reformistas democristianos del Grupo Tácito.

### Carrera política
Miembro de la Unión de Centro Democrático, fue ministro de Justicia (1976-1979) durante los gobiernos de Adolfo Suárez. 
En 1976 defendió ante el pleno de las Cortes Generales la reforma del Código Penal que se publicó como Ley 23/1976, de 19 de julio, sobre modificación de determinados artículos del Código Penal relativos a los derechos de reunión, asociación, expresión y libertad de trabajo, que supusieron su legalización. El 30 de julio, y a instancias del Ministerio de Justicia, el Gobierno también aprobó el Real Decreto-Ley 10/1976, sobre Amnistía.
El 18 de noviembre de ese año asumió la defensa de la Ley para la Reforma Política, en cuya redacción había participado, que supuso el marco legal para la celebración de las primeras elecciones democráticas.
El Consejo de Ministros del que formaba parte aprobó el 30 de diciembre de 1976 el Real Decreto-Ley 2/1977, de 4 de enero, por el que se suprimieron el Tribunal y los Juzgados de Orden Público.
Tuvo un papel destacado en la legalización del PCE, producida mediante la aprobación del decreto-ley de 8 de febrero de 1977 (sobre el derecho de asociación política).
En su calidad de Notario Mayor del Reino, dio fe de la renuncia de Juan de Borbón a sus derechos dinásticos en el acto celebrado en el Palacio de la Zarzuela el 14 de mayo de 1977 en presencia del Rey. 
En el segundo gobierno de Suárez, ocupó de nuevo el Ministerio de Justicia. Fue nombrado senador de designación real en la Legislatura Constituyente de 1977-1979. Promovió una amplia labor de reforma legislativa como ministro de Justicia, tanto en el ámbito de derecho público como del privado.
Entre las leyes más destacadas aprobadas por las Cortes durante su mandato, cabe mencionar la Ley 22/1978, de 26 de mayo, sobre despenalización del adulterio y el amancebamiento; la Ley 31/1978, de 17 de julio, de modificación del Código Penal para tipificar el delito de tortura; la Ley 54/1978, de 4 de diciembre, de Partidos Políticos; la Ley 56/1978, de 4 de diciembre, sobre medidas en relación con delitos cometidos por grupos o bandas armadas y la Ley 62/1978, de 26 de diciembre, sobre protección jurisdiccional de los derechos fundamentales de la persona.
Ejerció igualmente de presidente del Congreso de los Diputados en la i legislatura de las Cortes Generales (1979-1982). En su discurso ante Sus Majestades los Reyes y los diputados y senadores durante la Solemne Apertura de la I Legislatura, destacó que "la sociedad española es plural, y lo es, en consecuencia, su representación política. En las Cámaras están presentes distintas opciones políticas con diferentes modos de entender el mejor futuro para España y la mejor manera de alcanzarlo. Pero en todas alienta la voluntad de convivir, y todas son concordes en la necesidad de lograr superiores cotas de progreso y de bienestar para todos los españoles. Los resultados electorales han conducido a una determinada composición de las Cortes y han decantado una concreta solución de Gobierno".
Era el presidente de la cámara durante el golpe de Estado del 23-F. 
Durante su mandato como presidente se elaboró el Reglamento del Congreso de los Diputados que, aunque con modificaciones, sigue hoy en vigor.   
En 1982 fue elegido presidente de UCD, encabezando la lista electoral de la coalición centrista en las elecciones generales de ese mismo año. Tras el fracaso electoral y la disolución de UCD, Lavilla renunció a su acta de diputado. 
Los biógrafos le consideran el impulsor de la orientación y la articulación jurídicas que prefiguraron la Transición española.

### Carrera jurídica
En 1983 pasó a formar parte del Consejo de Estado, como Consejero permanente, a propuesta de Alfonso Guerra. Presidió las secciones Octava (Agricultura, Pesca y Alimentación e Industria y Energía), Segunda (Asuntos Exteriores y Justicia) y desde 1995, la Primera (hoy Presidencia del Gobierno y Ministerios de Asuntos Exteriores y de Cooperación, de Presidencia y de Política Territorial).
En junio de 1992 Izquierda Unida le propuso como candidato al Tribunal Constitucional, pero Lavilla estableció como requisito imprescindible el consenso de todos los grupos parlamentarios y, al no producirse, renunció a su candidatura.
En 1994 los grupos parlamentarios si alcanzaron un acuerdo para elegirle Defensor del Pueblo, pero Lavilla declinó la propuesta por estimar terminado su ciclo dedicado a la vida política.
En 1996 fue propuesto a la presidencia del Consejo General del Poder Judicial, pero su nombramiento no se consumó.
En junio de 1997 ingresó en la Real Academia de Jurisprudencia y Legislación, por decisión unánime de sus miembros. En 1999 tomó posesión como académico de número y en 2003 fue elegido presidente de la Institución. 
Fue también académico de la Real Academia de Ciencias Morales y Políticas; elegido el 15 de febrero de 2005, tomó posición como académico de número el 12 de diciembre de 2006. Fue igualmente Vocal del Patronato del Instituto Cervantes desde julio de 2006.
En 2017, Lavilla reveló que fue él quien diseñó, a principios de 2014 y por encargo del rey Juan Carlos I, el proceso de abdicación del monarca, que se produjo el 19 de junio de 2014.

### Premios y reconocimientos
A lo largo de su trayectoria fue reconocido con la concesión de las Grandes Cruces de la Real Orden de Carlos III, de San Raimundo de Peñafort y del Mérito Civil. Le fue concedida también la Orden del Mérito Constitucional. Está en posesión entre las condecoraciones extranjeras, de las Grandes Cruces de la Orden Piana de la Santa Sede, al Mérito de la República de Austria, al Mérito de la República Italiana y al Mérito de la República Federal de Alemania.
En 1998 recibió el Premio a la Defensa de los Valores Constitucionales, que le fue concedido por la Fundación Humanismo y Democracia junto a los demás presidentes del Congreso de los Diputados. En 2003 recibió el Premio Pelayo para juristas de reconocido prestigio, de cuyo jurado fue presidente desde el año 2005.
También fue distinguido con la Balanza de Oro de la Justicia, otorgada por el Consejo General de Procuradores el 19 de abril de 2005, con el premio especial "Treinta años de Democracia" concedido por la Asociación de Antiguos Alumnos de la Facultad de Derecho de la Universidad Complutense de Madrid el 25 de octubre de 2007, con la Medalla conmemorativa del 75 aniversario del Colegio de Registradores de la Propiedad, Mercantiles y de Bienes Muebles de España en 2009, con el Premio Federico Sainz de Robles a la Independencia Judicial por la Asociación de Jueces y Magistrados Francisco de Vitoria el 6 de noviembre de 2009.

## Cargos desempeñados
- Subsecretario del Ministerio de Industria (1974-1976)
- Ministro de Justicia de España (1977-1979).
- Diputado por Jaén en el Congreso de los Diputados (1979-1982).
- Presidente del Congreso de los Diputados de España (1979-1982).
- Presidente de UCD (1982-1983).
- Diputado por Madrid en el Congreso de los Diputados (1982-1983).
- Portavoz del Grupo Centrista en el Congreso de los Diputados (1982-1983).
- Consejero permanente en el Consejo de Estado (1983-2020)